# Цокульдаг
Цокульдаг (рут. ЦӀигьид выкьли) — гора в Рутульском районе Дагестана. Часть хребта реки Самур. Высота над уровнем моря 3736 метров.

## Этимология
Рутульское название горы «ЦӀигьид выкьли» можно перевести как «козлиная голова/вершина» возможно это связано с тем что в давние времена на горе пасли коз. Другой вариант перевода «огненная вершина/гора», такое название может быть связано с тем что гора вулканического происхождения.

## География
Гора соединяет две долины сел Шиназ и Мюхрек. С западной стороны у подножия горы расположены молочно-товарная ферма колхоза имени Тельмана, в селении Шиназ. На юго-востоке расположено летнее пастбище Мюхрекской долины.

## Топографичиские карты
- Военная карта РККА масштабом в 1 см. 2 км на территорию южной части нынешней России, а также частично Украины и Грузии. Состояние местности на 1932 — 1942 годы.